# Michael Kühnke
Michael Kühnke (* 7. Juni 1973 in Wilhelm-Pieck-Stadt Guben) ist ein deutscher Leichtathletiktrainer in der Disziplin Stabhochsprung. 
Kühnke trainierte Tim Lobinger, als dieser im Jahr 2003 bei den Hallenweltmeisterschaften den Titel errang und das Weltfinale der Leichtathletik gewann. Momentan trainiert er Björn Otto für den LAV Bayer Uerdingen/Dormagen.  
Seine eigene persönliche Bestleistung im Stabhochsprung (5,50 Meter) erzielte Kühnke in Albershausen. Er war damit am 9. Januar 2001 an Position 426 der Weltrangliste. Michael Kühnke ist 1,86 m groß und wiegt 86 kg. 
Hauptberuflich arbeitet er bei der pronova BKK.
| Personendaten    | Personendaten                   |
| ---------------- | ------------------------------- |
| NAME             | Kühnke, Michael                 |
| KURZBESCHREIBUNG | deutscher Stabhochsprungtrainer |
| GEBURTSDATUM     | 7. Juni 1973                    |
| GEBURTSORT       | Guben                           |